# Río Mekong (película)
 Río Mekong es una película documental de Argentina filmada en colores dirigida por Laura Ortego y Leonel D'Agostino sobre el guion de este último que se estrenó el 27 de diciembre de 2018.

## Sinopsis
A los 16 años, Vanit Ritchanaporn escapó de su Laos natal atravesando a nado el río Mekong. Buscando un refugio de paz llegó a la Argentina en 1979 y tuvo que arreglárselas para seguir adelante con poca ayuda. Este documental cuenta su derrotero por distintos lugares del país hasta llegar a Chascomús,  en el lugar donde reside la comunidad laosiana más grande de la provincia de Buenos Aires.

## Comentarios
Leonardo D’Espósito en la revista Noticias dijo:

” Tiene ese elemento que hace que nos gusten los documentales: el descubrimiento en el entorno cotidiano de algo extraordinario. Y tiene también esa descripción de nuestra cotidianidad desde el punto de vista extraño que logra transformarlo en otra cosa. El cuento en sí es muy bueno, el contexto en que se desarrolla lo vuelve más interesante aún.”.

Alejandro Lingeri en La Nación escribió:

”Conciso y técnicamente impecable, el film da cuenta de los efectos del desarraigo y del tesón para enfrentarlo de un auténtico héroe anónimo.”